# Craig Borten
Craig Borten (Filadélfia, Pensilvânia, 16 de setembro de 1965) é um roteirista americano. Como reconhecimento, foi nomeado ao Oscar 2014 na categoria de Melhor Roteiro Original por Dallas Buyers Club.